# Liste der Naturdenkmale im Kreis Borken
Die Liste der Naturdenkmale im Kreis Borken führt die Naturdenkmäler im Kreis Borken auf.
| Nr.    | Bezeichnung                                                                          | Lage                 | Beschreibung, Bemerkungen                                           | Bild                                             |
| ------ | ------------------------------------------------------------------------------------ | -------------------- | ------------------------------------------------------------------- | ------------------------------------------------ |
| A.C.1  | Eiche                                                                                | Borken Karte         |                                                                     | Borken, lise-Meitner-Str                         |
| A.G.1  | Eiche am Hof Lübbering                                                               | Heiden Karte         |                                                                     |                                                  |
| AHA 1  | Linde am Kalvarienberg                                                               | Ahaus Karte          | gefällt im April 2015                                               | weitere Bilder                                   |
| AHA 2  | zwei Linden nordöstlich Hof Schulze-Buschhof, Wessum                                 | Ahaus Karte          | Rückschnitt nötig aufgrund eines Befalls durch den Brandkrustenpilz | zwei Linden                                      |
| AHA 3  | Linde am Wüllener Esch, südöstlich von Wüllen                                        | Ahaus Karte          |                                                                     | Linde                                            |
| AHA 4  | Eiche an der Barler Straße, Wüllen                                                   | Ahaus Karte          |                                                                     | Naturdenkmal AHA 4 Kreis Borken                  |
| AHA 5  | Linde auf dem Friedhof in Ottenstein                                                 | Ahaus Karte          |                                                                     | Linde                                            |
| AHA 6  | Stieleiche nordwestlich der Firma Wegener                                            | Ahaus Karte          |                                                                     |                                                  |
| AHA 7  | Stieleiche an der Zuwegung zum Hof Brockhoff                                         | Ahaus Karte          |                                                                     |                                                  |
| AHA 8  | Stieleiche südlich des Eversbaches an einem Teich                                    | Ahaus Karte          |                                                                     |                                                  |
| AHA 9  | Stieleiche am Hof Winkelhaus-Elsing                                                  | Ahaus Karte          |                                                                     |                                                  |
| A.J.2  | Predigtulme auf dem Hofgelände Grunden (vormals Winkelschulte) in Raesfeld-Homer     | Raesfeld–Homer Karte |                                                                     |                                                  |
| ALV 7  | Weide am südöstlichen Ufer der Alstätter Aa, nördlich der Gaststätte „Haarmühle“     | Ahaus Karte          |                                                                     |                                                  |
| ALV 10 | Gehölzbestand an der Gaststätte „Haarmühle“                                          | Ahaus Karte          |                                                                     | Gehölzbestand                                    |
| ALV 12 | Stieleiche südlich der Alstätter Aa, westlich von Alstätte                           | Ahaus Karte          |                                                                     |                                                  |
| ALV 13 | Stieleiche auf der Südböschung des Grabens, südlich der Alstätter Aa                 | Ahaus Karte          |                                                                     |                                                  |
| ALV 14 | Eiche südlich des NSG „Lüntener Fischteiche“ auf der Nordseite des Emrichbaches      | Vreden Karte         |                                                                     |                                                  |
| ALV 15 | Eiche nördlich der Kläranlage von Lünten                                             | Vreden Karte         |                                                                     | Eiche                                            |
| ALV 16 | Eiche auf der Südseite des Grabens an der Nordwestecke der Waldfläche „Witte Bulten“ | Vreden Karte         |                                                                     | Eiche                                            |
| ALV 17 | Wellenkalk-Vorkommen im Bachbett der Alstätter Aa bei der Haarmühle                  | Ahaus Karte          |                                                                     | Wellenkalk                                       |
| BOH 1  | Marone am Liederner Höfgraben/Hof Geukes                                             | Bocholt Karte        |                                                                     |                                                  |
| BOH 2  | Eiche auf dem Hof Volmering/Boytinkweg                                               | Bocholt Karte        |                                                                     |                                                  |
| BOH 3  | drei Eichen am Hof Dahlhaus am Übbing Esch                                           | Bocholt Karte        |                                                                     |                                                  |
| BOH 4  | Eiche am Hof Büdding/Hamalandstraße                                                  | Bocholt Karte        |                                                                     |                                                  |
| BRN 1  | Eiche im Osten des NSG Burlo-Vardingholter Venn/Entenschlatt westlich von Burlo      | Borken Karte         |                                                                     | Eiche                                            |
| BRN 2  | zwei Eiben auf dem Diekmannskamp zwischen Borkenwirthe und Hoxfeld                   | Borken Karte         |                                                                     |                                                  |
| BRN 3  | Eiche nordöstlich vom Hof Wülfing-Schierenberg in Borken-Gemen                       | Borken Karte         |                                                                     |                                                  |
| BRN 4  | Quelle in der Weide des Bauern Wellkamp                                              | Borken Karte         |                                                                     |                                                  |
| BRH 2  | Marone südlich von Haus Diepenbrock                                                  | Bocholt Karte        |                                                                     |                                                  |
| BRH 3  | Kopflinde am Hof Beckmann/Haberding nördlich der B67 westlich von Rhede              | Rhede Karte          |                                                                     |                                                  |
| GAN 1  | Linde auf der Hofstelle Wenker in Epe                                                | Gronau Karte         |                                                                     |                                                  |
| GES 1  | Findling am Hof Schulze-Efting                                                       | Gescher Karte        |                                                                     |                                                  |
| GES 2  | Stieleiche nördlich Hof Elsing in Estern                                             | Gescher Karte        |                                                                     | Stieleiche nördlich Hof Elsing in Estern         |
| GES 3  | Stieleiche am Hof Wies                                                               | Gescher Karte        |                                                                     |                                                  |
| GES 4  | Flatterulme nordwestlich des Hofes Deitert                                           | Gescher Karte        |                                                                     |                                                  |
| I.A.1  | zwei Blutbuchen auf dem Grundstück Bahnhofstraße 91 (Villa von Delden)               | Ahaus Karte          |                                                                     |                                                  |
| I.A.2  | zwei Linden am Friedhof in Alstätte                                                  | Ahaus Karte          |                                                                     |                                                  |
| I.A.3  | Eiche (Bestandteil eines Eichentores), nördlich der Barler Straße                    | Ahaus Karte          |                                                                     | Naturdenkmal I.A.3 Kreis Borken                  |
| I.A.4  | Eiche auf dem Grundstück Kivitstegge 80                                              | Ahaus Karte          |                                                                     |                                                  |
| I.B.2  | Eiche südöstlich des Europainstituts auf dem Grundstück Adenauerallee 36             | Bocholt Karte        |                                                                     |                                                  |
| I.B.3  | Eiche im Garten des Grundstücks Am Gehöft 1 in Bocholt-Biemenhorst                   | Bocholt Karte        |                                                                     |                                                  |
| I.E.1  | Ahorn an der Enscheder Straße in Gronau                                              | Gronau Karte         |                                                                     |                                                  |
| I.F.1  | Linde in Heek-Nienborg                                                               | Ahaus Karte          |                                                                     |                                                  |
| I.H.1  | Eiche an der Feuerwache Anholt                                                       | Isselburg Karte      |                                                                     |                                                  |
| I.I.1  | „Dicke Linde“ in Asbeck                                                              | Legden Karte         |                                                                     | Dicke Linde                                      |
| I.J.1  | Eiche (Femeiche) in Erle                                                             | Raesfeld Karte       |                                                                     | weitere Bilder                                   |
| I.J.2  | Eiche (Pius-Eiche) in Erle                                                           | Raesfeld Karte       |                                                                     | Pius Eiche in Erle - Westmünsterland             |
| I.L.1  | Eiche am Pastorat in Rhede                                                           | Rhede Karte          |                                                                     |                                                  |
| I.O.1  | Stieleiche („Friedenseiche“) am Ehrenmal in Südlohn                                  | Südlohn Karte        |                                                                     |                                                  |
| ISB 1  | Eiche am Haus Hardenberg                                                             | Isselburg Karte      |                                                                     |                                                  |
| ISB 2  | Eiche am Rauhenhorster Groben im Bereich „Overgoorfeld“                              | Isselburg Karte      |                                                                     |                                                  |
| ISB 3  | Eiche westlich der K1, Brüggenhütte/Schüttensteiner Wald                             | Isselburg Karte      |                                                                     |                                                  |
| ISB 4  | drei Eichen im Schlosspark Anholt                                                    | Isselburg Karte      |                                                                     |                                                  |
| REK 4  | Stieleiche an der Kreuzung der Straßen L608 und Heltweg                              | Reken Karte          |                                                                     |                                                  |
| REK 5  | Rotbuche auf dem Hof Heltwig zwischen B67n und K17                                   | Reken Karte          |                                                                     |                                                  |
| REK 7  | Stieleiche westlich von Preinhok                                                     | Reken Karte          |                                                                     |                                                  |
| REK 10 | Stieleiche westlich von Groß Reken nördlich der L600                                 | Reken Karte          |                                                                     |                                                  |
| REK 16 | Stieleiche im Weskerhok auf dem Hof Lütke Westrick                                   | Reken Karte          |                                                                     |                                                  |
| REK 19 | Marone am Hof Sicking in Klein Reken                                                 | Reken Karte          |                                                                     |                                                  |
| REK 20 | Stieleiche nördlich von Klein Reken am Hof Breuer                                    | Reken Karte          |                                                                     |                                                  |
| RHS 1  | zwei Rotbuchen östlich Winkelhauser Berg                                             | Rhede Karte          |                                                                     |                                                  |
| RHS 2  | zwei Stieleichen an der Galerie Finkenbusch südöstlich von Rhede                     | Rhede Karte          |                                                                     |                                                  |
| RHS 3  | Esskastanie beim Hof Elskamp in Büngern                                              | Rhede Karte          |                                                                     |                                                  |
| SCH 1  | Linde an der Brüningsmühle                                                           | Schöppingen Karte    |                                                                     |                                                  |
| SCH 2  | Winterlinde an der Kapelle auf dem Schöppinger Berg                                  | Schöppingen Karte    |                                                                     |                                                  |
| STA 1  | Rotbuche südlich Hof Wolters im Wendfeld                                             | Stadtlohn Karte      |                                                                     |                                                  |
| STA 2  | zwei Linden am Ehrendenkmal südlich von Stadtlohn                                    | Stadtlohn Karte      |                                                                     |                                                  |
| VEL 1  | Eiche auf dem Hof Steverding südwestlich Velen                                       | Velen Karte          |                                                                     |                                                  |
| VEL 2  | Eiche zwischen Teich und Heidener Landweg südlich des E-Werkes                       | Velen Karte          |                                                                     |                                                  |
| VEL 3  | Eiche westlich der L829 südlich von Velen                                            | Velen Karte          |                                                                     | Velen P1030200 Eiche VEL 3 Geodaten Kreis Borken |
| VEL 4  | Stieleiche südlich von Ramsdorf                                                      | Velen Karte          |                                                                     |                                                  |
| VEL 5  | Stieleiche südöstlich von Knüverdarp                                                 | Velen Karte          |                                                                     |                                                  |
| ZWI 7  | Eibe am Ehrenmal nördlich der Berkel                                                 | Vreden Karte         |                                                                     | Eibe                                             |